# Julius Kühn-Institut
'Julius Kühn-Institut – Bundesforschungsinstitut für Kulturpflanzen (JKI)' es el Centro Federal Alemán de Investigación de Plantas Cultivadas. Es un instituto federal de investigación y una autoridad federal superior dividida en 15 institutos especializados. Sus objetivos, misión y ámbito de investigación fueron determinados por el artículo 11, párrafo 57 de la Ley Federal de Protección de Plantas Cultivadas de 1987 y sus reformas posteriores.
El JKI lleva el nombre del científico agrícola alemán Julius Kühn (1825-1910). Se formó en enero de 2008 cuando se fusionaron tres centros de investigación del Ministerio Federal de Alimentación y Agricultura: 
- "Biologische Bundesanstalt für Land- und Forstwirtschaft"-Centro Federal de Investigaciones Biológicas Agropecuarias y Forestales (BBA),
- "Bundesanstalt für Züchtungsforschung an Kulturpflanzen"-Instituto Federal para la Investigación de Cultivos de Fitomejoramiento (BAZ),
- "Bundesforschungsanstalt für Landwirtschaft"-Centro Federal de Investigaciones Agrícolas (FAL) (por fusión de dos institutos: "Institut Pflanzenernährung und Bodenkunde" e "Institut für Pflanzenbau und Grünlandwirtschaft").

Tiene su oficina principal en Quedlinburg y centros en Berlín, Braunschweig, Darmstadt, Dossenheim, Dresden-Pillnitz, Elsdorf, Groß Lüsewitz, Kleinmachnow, Münster, y Siebeldingen.

## Institutos
- Epidemiología y diagnóstico de patógenos (Quedlinburg y Braunschweig)
- Química Ecológica, Análisis de Plantas y Protección de Productos Almacenados (Quedlinburg, Berlín y Kleinmachnow)
- Investigación de resistencia y tolerancia al estrés (Quedlinburg)
- Bioseguridad en Biotecnología Vegetal (Quedlinburg)
- Investigación de mejoramiento de cultivos hortícolas y frutales (Quedlinburg y Dresden)
- Investigación de mejoramiento de cultivos agrícolas (Quedlinburg)
- Técnicas de Aplicación en Protección Vegetal (Braunschweig)
- Ciencias de cultivos y suelos (Braunschweig)
- Sanidad Vegetal Nacional e Internacional (Braunschweig)
- Protección de plantas en cultivos extensivos y pastizales (Braunschweig)
- Protección de Plantas en Horticultura y Bosques (Braunschweig y Münster)
- Evaluación de Estrategias y Tecnologías (Berlín y Kleinmachnow)     Control biológico (Darmstadt)
- Protección Vegetal en Cultivos Frutales y Viticultura (Dossenheim, Siebeldingen, Bernkastel-Kues)
- Cría de vid Geilweilerhof (Siebeldingen)
- Estación experimental para la mejora de la patata (Groß Lüsewitz)

## Gente notable relacionada
La instalación está dirigida por el investigador de crianza Frank Ordon.
Sucedió al científico horticultor y fitomédico Georg F. Backhaus, quien anteriormente había sido director del Instituto Federal de Biología en Berlín y Braunschweig desde 2002.
- Georg F. Backhaus (nacido en 1955), científico agrícola
- Heinz Butin [ de ] (1928-2021), fitopatólogo y científico forestal
- Falko Feldmann (nacido en 1959), biólogo y especialista en fitomedicina
- Gregor Hagedorn (nacido en 1965), botánico
- Johannes Hallmann (nacido en 1964), científico agrícola y especialista en fitomedicina
- Andreas Hensel [ de ] (nacido en 1961), veterinario, microbiólogo e higienista
- Johannes A. Jehle (nacido en 1961), biólogo, virólogo de insectos y científico fitomédico
- Peter Morio [ de ] (1887-1960), agrónomo y viticultor
- Frank Ordon [ de ] (nacido en 1963), científico agrícola
- Ewald Schnug (nacido en 1954), científico agrícola, profesor universitario e investigador
- Kornelia Smalla (nacida en 1956), química y biotecnóloga
- Hermann Stegemann [ de ] (1923-2018), profesor de bioquímica
- Rolf Tippkötter [ de ] (nacido en 1946), científico del suelo